# Kanton Chartres-Nord-Est
Der Kanton Chartres-Nord-Est war von 1973 bis 2015 ein französischer Wahlkreis im Arrondissement Chartres, im Département Eure-et-Loir und in der Region Centre-Val de Loire. Der Hauptort des Kantons ist Chartres. Vertreter im Generalrat des Départements war zuletzt von 1998 bis 2015 Christian Gigon (PRG).

## Gemeinden
Der Kanton bestand aus elf Gemeinden und einem Teil der Stadt Chartres:
| Gemeinde                | Einwohner Jahr | Fläche km² | Bevölkerungsdichte | Code INSEE | Postleitzahl |
| ----------------------- | -------------- | ---------- | ------------------ | ---------- | ------------ |
| Berchères-Saint-Germain | 773 (2013)     | 27,67      | 28 Einw./km²       | 28034      | 28300        |
| Briconville             | 210 (2013)     | 6,26       | 34 Einw./km²       | 28060      | 28300        |
| Challet                 | 435 (2013)     | 10,17      | 43 Einw./km²       | 28068      | 28300        |
| Champhol                | 3.572 (2013)   | 5,37       | 665 Einw./km²      | 28070      | 28300        |
| Chartres                | 38.840 (2013)  | –          | – Einw./km²        | 28085      | 28300        |
| Clévilliers             | 710 (2013)     | 15,78      | 45 Einw./km²       | 28102      | 28300        |
| Coltainville            | 908 (2013)     | 18,02      | 50 Einw./km²       | 28104      | 28300        |
| Fresnay-le-Gilmert      | 205 (2013)     | 6,03       | 34 Einw./km²       | 28163      | 28300        |
| Gasville-Oisème         | 1.340 (2013)   | 9,09       | 147 Einw./km²      | 28173      | 28300        |
| Jouy                    | 1.939 (2013)   | 12,89      | 150 Einw./km²      | 28201      | 28300        |
| Poisvilliers            | 435 (2013)     | 10,57      | 41 Einw./km²       | 28301      | 28300        |
| Saint-Prest             | 2.015 (2013)   | 16,71      | 121 Einw./km²      | 28358      | 28300        |